# 隻揪sir
隻揪Sir，原名鍾俊邦，花名「香蕉糖」，編號「21XX4」的鍾姓香港軍裝警察。被指於2019年7月7日九龍區大遊行結束後當晚，在旺角滙豐總行對開行人路驅散示威者時向市民作出挑釁，並以粗言穢語咆哮「埋嚟啊！」（過來啊）、「認X住我啊！」（你他X的記住我啊）(X為粵語粗口)、「隻揪啊！」（有種單挑啊）等失控行為而獲得大量網友關注。由於該名警員於執勤期間要求與市民「隻揪」，因此獲得「隻揪Sir」的諢號。他隨後被網上「起底」（人肉搜尋），其中學時代的綽號「香蕉糖」亦被翻出， 因此網民及媒體普遍稱呼該位警員為「隻揪Sir」或「香蕉糖」。事發後翌日他的肖像和個人資料被市民印作海報，大量張貼於香港各區的連儂牆上。

## 網民「起底」行動
自2019年6月12號反送中大遊行開始，市民多次指出警員在執行職務期間，制服上刻意遮蓋或未有展示警員編號和沒有配戴委任證。甚至在市民要求下仍然拒絕提供姓名、警員編號和出示委任證 。若市民對警員的行為感到不滿而打算作出投訴或控告，均因無法識別警員身分而難以追究。部分市民轉而使用各種方式向涉事警員施壓，自此網上開始出現「起底」行動，以人力辨認出相關警員的身分，並將其背景和個人資料於網上發放。
「隻揪sir」亦成為被「起底」的其中一員，被公開的資料包括中文全名、警員編號、身分證號碼、電話號碼、住址、中學時期的綽號「香蕉糖」、曾就讀的中學名稱等，甚至有消息指此人曾於就讀中學時加入黑社會。其家庭成員亦遭牽連，個人資料被一併公開。

## 「隻揪Sir」海報風波
「隻揪Sir」被公開的住址與大埔「連儂隧道」同區，使其海報大量被張貼於該處，及出現各類回應標語。警方連番出動大批警力到場清除海報，亦有市民自發到場保護並修復連儂牆，雙方展開文宣「撕一貼十」拉鋸戰。

### 「隻揪Sir」肖像海報現身大埔「連儂隧道」
- 2019年7月10日約凌晨12時半，有10多輛警車駛入大埔墟小巴站，近百名備有盾牌、警棍及警告旗幟的軍裝警員以及多名身穿黑色背心的便衣警員出現在「連儂隧道」[9][10][11]。有市民擔心「連儂隧道」會被清除，但該次行動只針對移除載有警員個人資料的海報，其他以警務人員為主題而創作的文宣則未被移除[12]，警員約半小時後登上多輛警方小巴離去。事後約30多名留守現場的市民將海報被移除後的空白位置貼上特首林鄭月娥的肖像。 
警方此次行動更引發「獅子狗」事件。香港吉野家於2019年7月10日下午發帖指「獅子狗」正確名稱應為「竹輪」（香港人普遍稱呼該種食物為「獅子狗」，粵語諧音「撕紙狗」），暗諷警員清除連儂牆上便利貼的行為[13]，帖文當天已被刪除。合興集團總裁洪明基表示事先並不知情，對事件表示極為憤怒，已和涉事的外判廣告公司解約，並解僱負責廣告事務的公司員工[14]。香港吉野家對該事件的處理手法引起大量市民不滿，呼籲罷吃吉野家[15]，亦導致多家吉野家分店被示威者「裝修」。

- 網民延續「撕一貼十」的行動，迅速貼回「隻揪Sir」的海報，其中一幅巨型海報面積約2米乘1.5米大，貼於「連儂隧道」高處[16]。

- 2019年7月13日凌晨約3時15分，大埔警區反黑組及軍裝巡邏小隊約30名警員再到「連儂隧道」拆走有關海報。警員攀爬木梯，撕走貼於高處的巨型「隻揪Sir」海報，其後再用鎅刀拆走其他載有警員個人資料的單張[17]，並表示懷疑有人違反《個人資料(私隱)條例》[18]，需要蒐證[19]。此次行動警方並無配備盾牌、警棍及警告旗幟等裝備。全程歷時約25分鐘，其後收隊離去[20]。在場10多名示威者以手機拍攝警方行動，雙方未有發生衝突[21]。

### 「隻揪Sir」海報「揚威海外」
警方多次動用大批警力到連儂牆拆除各大小的「隻揪Sir」海報，除了引來網民揶揄外，更激發市民將「撕一貼十」的精神「遍地開花」，「隻揪Sir」的海報出現於海外多國。更有網民聲稱自己將會外遊，會帶同「隻揪Sir」海報到該地張貼。

#### 台灣
2019年7月15日，在台北西門町鬧市街頭的廣告燈柱上，被張貼一幅目測約2呎半高的「隻揪Sir」海報，照片引來網民瘋傳。

#### 英國
2019年7月16日，英國倫敦街頭上亦出現多張「隻揪Sir」海報。電話亭上「隻揪Sir」的海報下方同時貼上另一張英文海報，內容指出香港防暴警察違反《警察通例》第15章。

#### 加拿大
2019年7月16日，有網民在名為「加拿大香港人」的Facebook專頁貼出照片，指出於加拿大溫哥華列治文市發現多張「隻揪Sir」海報。同月19日同一專頁，有網民於多倫多市中心高等法院對開發現「隻揪Sir」海報。

## 相關回應

### 立法會議員林卓廷
立法會議員林卓廷批評，有警員公然挑釁示威者「隻揪」，是唆使別人在公眾地方進行非法毆鬥。他要求警方嚴肅調查有關案件，並表明將會去信行政長官林鄭月娥、保安局局長李家超和警務處處長盧偉聰，要求進行獨立調查  。

### 立法會議員陳志全
- 立法會議員陳志全於2019年7月8日在Facebook發文指願意「應約」與該名警員「隻揪」[29]，並已去信警務處處長盧偉聰，標題為「有關有警員在2019年7月7日晚在旺角一帶執勤期間叫市民與他『隻揪』事宜」。信中指出根據網上片段，警方當晚於旺角驅散示威者時造成不少混亂，「警員叫市民與他隻揪的言行令公眾嘩然，不少市民認為該警員的言行是恐嚇及挑釁市民，完全不符合專業的標準。市民亦擔心該警員情緒已失控，很可能會濫用暴力傷害無辜市民。不少市民更懷疑該警員已違反公安條例及警察通例，理應立即暫停該警員的職務」，要求警方解釋該警員的言行有否違反公安條例或警察通例。最後表明「若貴署認為該名警員的行為是正確無誤及沒有違反任何法例，本人便想代表一眾市民應約與該名警員在完全合法的情況下『隻揪』，盼貴署能代為安排」[30][31]。

- 陳志全於同月19日在Facebook公開投訴警察辦事課的回信，內容指「你曾於2019年7月8日提出投訴。本課已把有關投訴記錄在案」，並「多謝你把事情相告」。他表示「我約你隻揪，唔係投訴呀！」（我是約他單挑，不是投訴啊），他當日致盧偉聰的信件中，有要求警方回覆該名警員的言行有否違反警例，但不是正式投訴，信件卻被交由投訴課處理[32][33]  [34]。

### 員佐級協會主席林志偉
- 香港警察隊員佐級協會（外間稱為「散仔會」）主席林志偉於2019年7月8日去信立法會主席梁君彥，指有兩名議員在警方凌晨於旺角清場時，為個人立場和政治利益，刻意挑釁警方以吸引記者採訪，又帶頭挑撥其他人的仇警情緒，製造矛盾及衝突，對此予以嚴厲譴責，並請梁君彥正視個別議員操守問題[35]。

- 立法會議員譚文豪於2019年7月9日回應指，根據《警隊條例》第8條[36]，禁止警務人員參與職工會，但可以加入純由警務人員組成的組織。而第8條（4）指明警察四大協會的職能，僅可為「福利及服務條件」提出意見，並非讓警察作政治表態之用。而警隊能夠擁有獨立薪級表是因為根據《凌衞理報告書》第8：44段[37]，「禁止警察參加工會、禁止擅離職守及要求保持政治中立」，將會向公務員事務局要求警隊嚴格遵守政治中立，否則警察不再應該擁有獨立薪級表。另一方面，他又指立法會主席無權處理議會外的投訴，質疑林志偉並不認識相關條例[38]。

- 林志偉於2019年7月10日下午承認有個別警員的情緒的確稍為躁動，但並非不守紀律，如果市民不滿警員的言行應循合法途徑投訴。有人把警員「起底」是將事件放大，質疑市民張貼有關警員的相片和個人資料的做法是否恰當。在旺角清場期間，有立法會議員手持擴音器向警員說髒話卻未受質疑，相反警員說了某類說話，就被人網上公審。他又說，自《逃犯條例》修例爭議發生以來，不少警員經常超時工作，執勤時亦要承受無理和刻意的挑釁和辱罵，有警員及其家人都被人網上「起底」，整個警隊承受著前所未有的工作和心理壓力。他強調整場修例風波是政治事件，警隊的職責是維持社會治安，而非破壞警民關係，不明白外界為何將所有責任都推在警隊身上，政府需為修補警民關係負最大責任[39][40][41]。

### 市民王先生
王先生致函香港警務處處長回應「隻揪Sir」事件。信件被大量轉載。開設Facebook專頁「香港市民王先生」，上載由他撰寫的信件。一段時間後被逼刪除Facebook專頁。
- 王先生於2019年7月9日去信香港警務處處長盧偉聰，標題為「有關警員PC21XX4向公眾發出一對一搏鬥邀請（隻揪）事宜」。信中指他於7月7日晚透過電視台直播，看到一名警員在旺角向公眾發出「隻揪」邀請，並非法律專業的他並不清楚警例及其餘香港法例內，在容許警員當值期間與市民「隻揪」或發出「隻揪」邀請的相關管制和執行細則，憂慮「出於社會安寧角度，有關『隻揪』的活動，在旺角鬧市進行實在是不太合適的場合」。他說到自己雖未接受過有關「隻揪」的專業訓練，但他以一段電影對白「從PC21XX4友善的眼神、整齊的衣著，充分感受到他對『隻揪』的滿腔熱誠，就是俗稱的『感受到他心中的一團火』」來表示對該名警員相當欣賞。而近年康文署大力推動「每日運動30分鐘」活動，又眼見該名警員「如此熱心運動，更於當值期間本以『獨樂樂不如眾樂樂』的精神向全港市民發出『隻揪』邀請」，使他「實在感到盛情難卻，實在沒有理由推辭該警員的熱情邀請」，因此特意致函警務署，他接受該警員的「隻揪」邀請。希望警務處在安排好日期地點後，能立即通知他有關活動參加安排。他相信「能夠與熱愛香港、熱愛市民的警員一同參與搏鬥體育運動，定能化解社會戾氣，讓社會氣氛重拾正軌」，署名為「市民王先生」[43]。

- 警方於2019年7月24日回信，上款為「王先生／女士」，指王先生曾於12日向投訴警察課提出投訴警務人員，並提供案件編號，表示投訴正在調查當中，請在辦公時間內撥電話與警長聯絡，以便安排時間錄取王先生投訴的全部詳情。

- 王先生於2019年7月25日回信，他首先感謝警務署的回覆，其後懷疑警方是否因工作量繁多，還是在處理中文公函的經驗尚淺，「未能準確地理解到王先生是一名男士」，但能理解警方忙中有錯。他澄清，自己於9日的致函中並未提及任何有關投訴的要求，重申自己十分欣賞，並認為該名警員「相當有活力和創意，能夠在前線工作的高壓環境下，仍能想到以『隻揪』的方式來與民同樂，修補警民關係。這勇氣和智慧實在是應該嘉獎的」，對是次由投訴警察辦事處發出回函，實在百思不得其解。有見雙方於書函間發生了誤會，甚至有詞不達意的情況出現，體貼的王先生為了「避免中文程度參差的處理警員誤解」，決定以下使用粵語來陳述回函內容，以避免發生進一步的誤解：「請問你哋成個部門係咪無人識中文架？我幾時有話過要投訴PC21XX4？我2019年7月9號寫信畀警務署，係要你哋幫手安排隻揪丫嘛，你哋搵投訴警察課覆我做乜嘢呢？定係你哋其實中文程度一般，要我用英文出信比你哋，係嘅你就早啲出聲啦，唔好嘥晒我哋寶貴嘅時間！」（粵語大意：「請問你們整個部門是否沒有人懂中文呢？我什麼時候說過要投訴他呢？我當天寫信給警務署，是要求你們幫忙安排單挑，找警察投訴課回覆我幹嘛呢？還是你們的中文程度一般，需要我使用英文出信，如果是就早說嘛，不要浪費雙方寶貴的時間）。最後，由於警務署仍未就警民「隻揪」活動提出具體的舉行辦法，他詢問市民可否將「PC21XX4的『隻揪』邀請，視為該警員代表貴署全體職員發出的『隻揪』邀請，並在街上隨機『無差別地』尋找警員接受邀請，就地『隻揪』？」[44]。